# Angolaea
Angolaea, monotipski biljni rod iz porodice Podostemaceae, dio reda malpigijolike. Jedina vrsta je vodena biljka A. fluitans iz Angole. Stabljike razgranate, plutajuće, do 50 cm duge.
Ime vrste dolazi od latinskog  »fluitare«, plutati. 